# Maria di Battenberg
Principessa Maria Carolina di Battenberg (Ginevra, 15 febbraio 1852 – Schönberg, 20 giugno 1923) fu una principessa di Battenberg.

## Infanzia
Maria era la primogenita, e unica figlia femmina, del principe Alessandro d'Assia (1823–1888), fondatore del casato di Battenberg, e della sua moglie morganatica, la contessa Julia von Hauke (1825–1895), figlia del conte polacco Hans Moritz von Hauke. Poiché nati da un matrimonio morganatico, Maria ed i suoi fratelli erano esclusi dalla successione al granducato d'Assia e detenevano il titolo di "principi di Battenbrg". Maria fu concepita sei mesi prima del matrimonio dei suoi genitori, per questo alla gente dichiarava che il suo compleanno fosse il 15 luglio e non in febbraio.

## Matrimonio
Sposò, il 19 aprile 1871 a Darmstadt, il conte Gustavo di Erbach-Schönberg (1840–1908), che fu elevato al rango di principe nel 1903 dovuti ai legami familiari con la famiglia reale britannica e la famiglia imperiale russa.
Ebbero quattro figli:
- conte Alessandro di Erbach-Schönberg (in seguito II principe) (12 settembre 1872–18 ottobre 1944)
- conte Maximilian di Erbach-Schönberg (17 marzo 1878–25 marzo 1892)
- conte (poi principe) Victor di Erbach-Schönberg (26 settembre 1880–27 aprile 1967)
- contessa (poi principessa) Marie di Erbach-Schönberg (7 luglio 1883–12 marzo 1966)

## Lavoro di traduttrice
Il fratello di Maria, Alessandro era sin dal 1879 principe di Bulgaria. Le sue memorie di una sua visita fattagli, My Trip to Bulgaria furono pubblicate nel 1884.
Maria tradusse The Gate of Paradise ed An Easter Dream di Edith Jacob, e A Trip to Siberia di Kate Marsden. Pubblicò anche le sue memorie, che trattano del suo rapporto con il figlio Maximilian, mentalmente instabile, nella cui vita svolse un ruolo essenziale.

## Titoli e appellativi
- 15 luglio 1852 – 26 dicembre 1858: sua altezza illustrissima contessa Marie di Battenberg
- 26 dicembre 1858 –  19 aprile 1871: sua altezza serenissima principessa Marie di Battenberg
- 19 aprile 1871 –  18 agosto 1903: sua altezza serenissima contessa Gustav di Erbach-Schönberg, principessa di Battenberg
- 18 agosto 1903  – 20 giugno 1923: sua altezza serenissima la principessa di Erbach-Schönberg

## Antenati
|                       |                              |                                                 | Genitori                                               |  |  | Nonni |  |  | Bisnonni        |  |  | Trisnonni                  |  |
|                       |                              |                                                 |                                                        |  |  |       |  |  | Luigi I d'Assia |  |  | Luigi IX d'Assia-Darmstadt |  |
|                       |                              |                                                 |                                                        |  |  |       |  |  | Luigi I d'Assia |  |  | Luigi IX d'Assia-Darmstadt |  |
|                       |                              | Carolina del Palatinato-Zweibrücken-Birkenfeld  |                                                        |  |  |       |  |  | Luigi I d'Assia |  |  |                            |  |
| Luigi II d'Assia      |                              |                                                 |                                                        |  |  |       |  |  | Luigi I d'Assia |  |  |                            |  |
|                       |                              | Luisa d'Assia-Darmstadt                         | Giorgio Guglielmo d'Assia-Darmstadt                    |  |  |       |  |  |                 |  |  |                            |  |
|                       |                              | Luisa d'Assia-Darmstadt                         | Giorgio Guglielmo d'Assia-Darmstadt                    |  |  |       |  |  |                 |  |  |                            |  |
|                       |                              | Luisa d'Assia-Darmstadt                         | Maria Luisa Albertina di Leiningen-Dagsburg-Falkenburg |  |  |       |  |  |                 |  |  |                            |  |
| Alessandro d'Assia    |                              | Luisa d'Assia-Darmstadt                         |                                                        |  |  |       |  |  |                 |  |  |                            |  |
|                       |                              | Carlo Luigi di Baden                            | Carlo Federico di Baden                                |  |  |       |  |  |                 |  |  |                            |  |
|                       |                              | Carlo Luigi di Baden                            | Carlo Federico di Baden                                |  |  |       |  |  |                 |  |  |                            |  |
|                       |                              | Carlo Luigi di Baden                            | Carolina Luisa d'Assia-Darmstadt                       |  |  |       |  |  |                 |  |  |                            |  |
| Guglielmina di Baden  |                              | Carlo Luigi di Baden                            |                                                        |  |  |       |  |  |                 |  |  |                            |  |
|                       |                              | Amalia d'Assia-Darmstadt                        | Luigi IX d'Assia-Darmstadt                             |  |  |       |  |  |                 |  |  |                            |  |
|                       |                              | Amalia d'Assia-Darmstadt                        | Luigi IX d'Assia-Darmstadt                             |  |  |       |  |  |                 |  |  |                            |  |
|                       |                              | Amalia d'Assia-Darmstadt                        | Carolina del Palatinato-Zweibrücken-Birkenfeld         |  |  |       |  |  |                 |  |  |                            |  |
| Maria di Battenberg   |                              | Amalia d'Assia-Darmstadt                        |                                                        |  |  |       |  |  |                 |  |  |                            |  |
|                       | Friedrich Carl Emanuel Hauke | Ignatz Marianus Hauck                           |                                                        |  |  |       |  |  |                 |  |  |                            |  |
|                       | Friedrich Carl Emanuel Hauke | Ignatz Marianus Hauck                           |                                                        |  |  |       |  |  |                 |  |  |                            |  |
|                       | Friedrich Carl Emanuel Hauke | Baronessa Maria Franziska Riedesel zu Eisenbach |                                                        |  |  |       |  |  |                 |  |  |                            |  |
| Hans Moritz von Hauke | Friedrich Carl Emanuel Hauke |                                                 |                                                        |  |  |       |  |  |                 |  |  |                            |  |
|                       |                              | Maria Salomé Schweppenhäuser                    | Heinrich Wilhelm Schweppenhäuser                       |  |  |       |  |  |                 |  |  |                            |  |
|                       |                              | Maria Salomé Schweppenhäuser                    | Heinrich Wilhelm Schweppenhäuser                       |  |  |       |  |  |                 |  |  |                            |  |
|                       |                              | Maria Salomé Schweppenhäuser                    | Charlotte Philippine Juliane Westermann                |  |  |       |  |  |                 |  |  |                            |  |
| Julia von Hauke       |                              | Maria Salomé Schweppenhäuser                    |                                                        |  |  |       |  |  |                 |  |  |                            |  |
|                       |                              | Franz Leopold Lafontaine                        | Benno Leopold Ignatius Lafontaine                      |  |  |       |  |  |                 |  |  |                            |  |
|                       |                              | Franz Leopold Lafontaine                        | Benno Leopold Ignatius Lafontaine                      |  |  |       |  |  |                 |  |  |                            |  |
|                       |                              | Franz Leopold Lafontaine                        | Maria Katharina Franziska Leonhardt                    |  |  |       |  |  |                 |  |  |                            |  |
| Sophie Lafontaine     |                              | Franz Leopold Lafontaine                        |                                                        |  |  |       |  |  |                 |  |  |                            |  |
|                       |                              | Maria Theresa Kornély                           | Markus Kornély                                         |  |  |       |  |  |                 |  |  |                            |  |
|                       |                              | Maria Theresa Kornély                           | Markus Kornély                                         |  |  |       |  |  |                 |  |  |                            |  |
|                       |                              | Maria Theresa Kornély                           | Sconosciuta                                            |  |  |       |  |  |                 |  |  |                            |  |
|                       |                              | Maria Theresa Kornély                           |                                                        |  |  |       |  |  |                 |  |  |                            |  |